# Parlementsverkiezingen in Mali (2013)
De Parlementsverkiezingen in Mali van 2013 vonden plaats op 24 november (eerste ronde) en 15 december (tweede ronde) 2013 en werden gewonnen door het Rassemblement pour le Mali (RPM). Aanvankelijk zouden de verkiezingen in 2012 hebben moeten plaatsvinden, maar ze werden uitgesteld vanwege de Toeragopstand en de staatsgreep in 2012.

## Uitslag
Van de 6.829.696 kiesgerechtigden, brachten er 3.345.253 (48,98%) hun stem uit.
| Partij                                    | Zetels    | %         |
| ----------------------------------------- | --------- | --------- |
| Rassemblement pour le Mali                | 66        | 29,40     |
| Union pour la république et la démocratie | 17        | 22,60     |
| Alliance pour la démocratie au Mali       | 16        | 11,5      |
| Overige partijen                          | 48        | 32,80     |
| Totaal                                    | 147       | 100,00    |
|                                           |           |           |
| Opkomst                                   | Opkomst   | 48,98     |
| Totaal aantal kiesgerechtigden            | 6.829.696 | 6.829.696 |
| Bron: Carr                                |           |           |